# Die Vampirschwestern 3 – Reise nach Transsilvanien
Die Vampirschwestern 3 – Reise nach Transsilvanien ist ein deutscher Kinderfilm aus dem Jahr 2016 unter der Regie von Tim Trachte. Die Fantasy-Komödie basiert auf der gleichnamigen Romanreihe Die Vampirschwestern von Franziska Gehm. Der Film ist die Fortsetzung zu Die Vampirschwestern 2 – Fledermäuse im Bauch aus dem Jahr 2014, bei dem noch Wolfgang Groos die Regie geführt hatte.

## Handlung
Die Halbvampir-Schwestern Dakaria und Silvania Tepes leben zusammen mit ihrem Vater, dem Vampir Mihai Tepes, und ihrer menschlichen Mutter Elvira sowie ihrem kleinen Bruder Franz in einer Kleinstadt.
Kurz vor Franz’ erstem Geburtstag enthüllt ihnen Mihai, dass die Vampirkönigin Antanasia einen Halbvampir-Jungen als ihren Nachfolger wünscht und womöglich ein Auge auf Franz geworfen hat. Versehentlich hypnotisiert Silvania ihre beiden Eltern und setzt sie damit außer Gefecht. Die Vampirkönigin entführt Franz zusammen mit ihrem Gehilfen Urio und bringt ihn auf ihr „Schwarzes Schloss“ in Transsilvanien. Dakaria verfolgt die Entführer und dringt mit Hilfe ihres alten Freundes, dem Musiker Murdo in das Schloss ein. Antanasia versucht, Dakaria auf ihre Seite zu ziehen und ihr schmackhaft zu machen, wie frei das Leben für Vampire wie sie in Transsilvanien sei.
Unterdessen hat sich Silvania zusammen mit dem Nachbarn der Familie Tepes, Vampirjäger Dirk van Kombast, ebenfalls auf den Weg zum Schwarzen Schloss gemacht. Van Kombast weiß weder über Silvania, noch über seine hoch schwangere Frau Ursula, dass diese Vampire sind. Im Schloss erfahren sie, dass die Krone, die dem zukünftigen Herrscher aufgesetzt werden soll, diesem alle Erinnerungen an seine Vergangenheit und seine Familie raubt. Während der Krönungszeremonie gelingt es Dakaria, die Vampirkönigin wieder an ihre eigene Vergangenheit als Menschenkind zu erinnern. Tief bewegt verzichtet Antanasia daraufhin auf die Krönung von Franz.

## Hintergrund
Der Film wurde produziert von Claussen + Putz Filmproduktion GmbH (München). Er wurde durch die Film- und Medienstiftung NRW mit 550.000 Euro öffentlich gefördert. Gedreht wurde 2015 an zahlreichen Orten in Nordrhein-Westfalen, darunter Herne (die Laubenstraße in der Siedlung Teutoburgia stellt die Siedlung dar, in der die Tepes‘ ihr Haus haben), Bochum, Iserlohn und Schwalmtal in der Nähe von Düsseldorf. Weitere Drehorte waren Mendig in Rheinland-Pfalz, sowie München, Garmisch-Partenkirchen und Oberammergau.
Kinostart war der 8. Dezember 2016.

## Kritiken
„Tim Trachte als Regisseur […] setzt mit ‚Die Vampirschwestern 3 – Reise nach Transsilvanien‘ den erzählerischen und inszenatorischen Aufwärtstrend der Reihe konsequent fort: erzählerisch, weil der dritte Teil deutlich stringenter geraten ist, und inszenatorisch, weil sich die Macher mit einem mächtigen transsilvanischen Gruselschloss als Hauptkulisse selbst einen großen atmosphärischen Gefallen getan haben. […] Zudem ist ‚Vampirschwestern 3‘ für einen Familienfilm erstaunlich unvorhersehbar: Jana Pallaske (‚Burg Schreckenstein‘) verleiht der Vampirkönigin nicht bloß eine einschüchternde Präsenz, die die allerkleinsten Zuschauer im Kinosaal durchaus verschrecken könnte, sondern auch eine angenehme Ambivalenz: Es ist auch Pallaskes starkem Spiel zu verdanken, dass man Antanasia ihre sympathischen Züge genauso abkauft wie die Verkörperung des absolut Bösen.“

„Leidlich unterhaltsamer Jugendfilm, dessen Inszenierung sich weitgehend in Verfolgungsjagden erschöpft. Die Vampir-Motivik und die sich darin spiegelnden Teenie-Probleme weichen dem Klamauk prominent besetzter Erwachsenenfiguren.“

„Allein wegen der verführerisch bösen, aber nicht gänzlich unsympathischen Vampirkönigin, glänzend verkörpert von Jana Pallaske, lohnt ‚Die Vampirschwestern 3 – Reise nach Transsilvanien‘. Auch die Ausstattung ist wie schon bei den ersten beiden Teilen großartig. Schade ist nur, dass der Film ausgerechnet beim Showdown nachlässt. Die Lösung des Konflikts wirkt etwas naiv und recht unfertig.“